# Fritz Naphtali

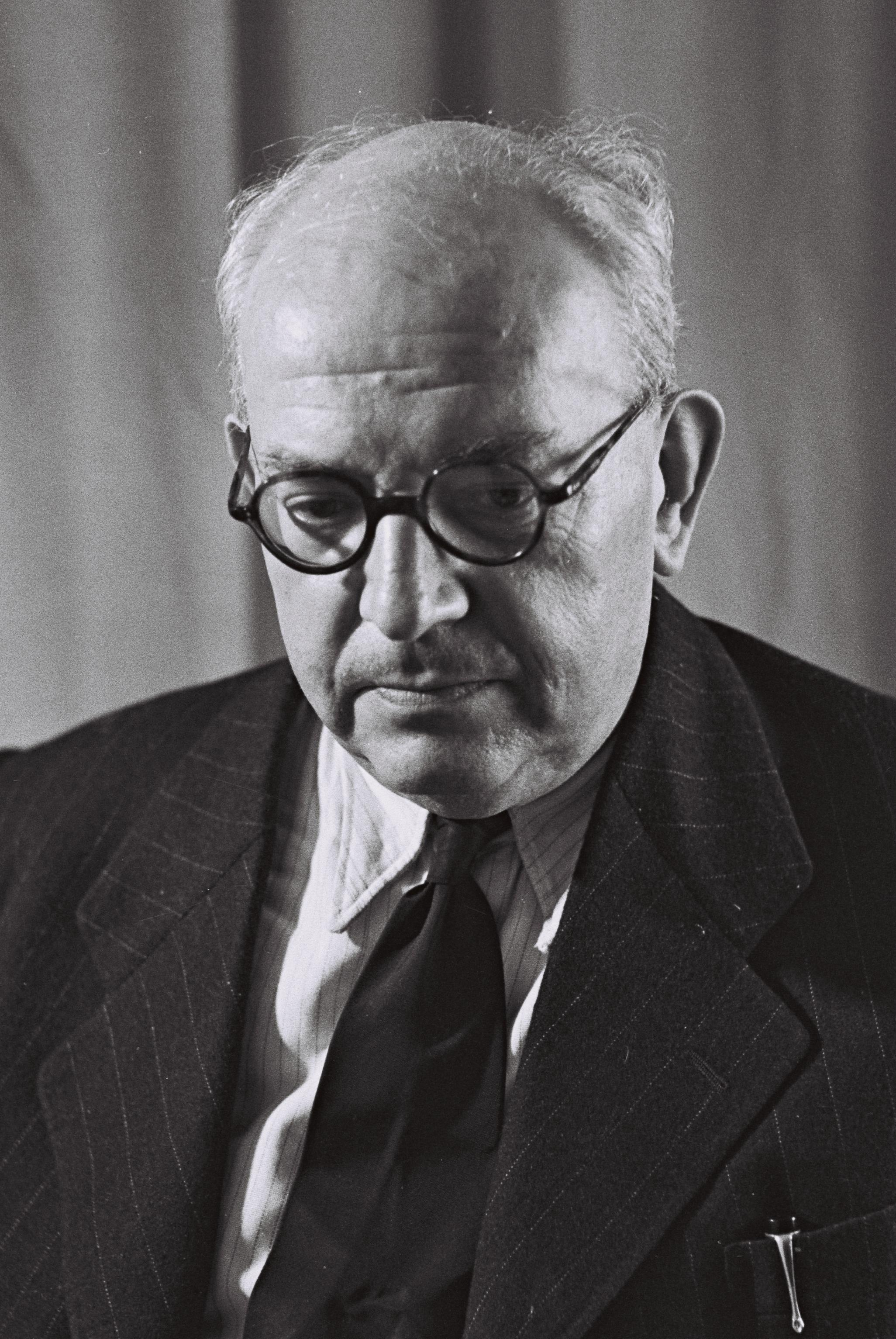
Peretz Naphtali

Fritz Naphtali, in Israel: Perez bzw. Peretz Naphtali (geboren am 29. März 1888 in Berlin; gestorben am 30. April 1961 in Tel Aviv, Israel) war ein deutscher Kaufmann, dann Wirtschaftsjournalist, Sozialdemokrat und Gewerkschafter. Er vertrat in der Weimarer Republik das Konzept der Wirtschaftsdemokratie. In Israel war er Hochschullehrer und mehrmals Minister.

## Leben
Er war der Sohn des Kaufmanns Hugo Naphtali und der Ida Troplowitz, beide Mitglieder der Jüdischen Reformgemeinde in Berlin. Mit Obersekundareife ging Naphtali in die kaufmännische Lehre, studierte an der Handelsfachschule in Berlin, unter anderen bei Werner Sombart, und wurde Diplomkaufmann. Er arbeitete als Exportkaufmann in Berlin und Brüssel. Im Jahre 1911 trat er der SPD bei. Ab 1912 schrieb er als Handelsredakteur für den Ullstein-Verlag, für die Vossische Zeitung und zahlreich andere Blätter. Von 1921 bis 1926 leitete er den Handelsteil der Frankfurter Zeitung, lebte in Frankfurt am Main.

### Wirtschaftsexperte des ADGB
Naphtali, Mitglied der SPD, war Wirtschaftsredakteur der Frankfurter Zeitung, dann Mitglied im Vorläufigen Reichswirtschaftsrat. In den Jahren von 1927 bis 1933 war er der Leiter der „Forschungsstelle für Wirtschaftspolitik“ des Allgemeinen Deutschen Gewerkschaftsbundes (ADGB). Im Jahr 1928 berief der ADGB eine hochrangig besetzte Kommission ein, zu der neben Napthali unter anderem Fritz Baade, Rudolf Hilferding, Erik Nölting und Hugo Sinzheimer gehörten. Aufgabe war die Erarbeitung eines wirtschaftspolitischen Grundsatzprogramms. Die Ergebnisse veröffentlichte Napthali in seinem Buch Wirtschaftsdemokratie. Ihr Wesen, Weg und Ziel (1928). Er selbst stellte die erarbeiteten Ergebnisse auf dem ADGB Bundeskongress 1928 vor. Er ging dabei von der Grundthese aus, dass die 1918 in der Arbeitswelt erreichten politischen demokratischen Rechte der Ergänzung und Absicherung durch die Demokratisierung der Wirtschaft bedürften. In Übereinstimmung mit Hilferdings Konzept des „organisierten Kapitalismus“ sah Naphtali eine demokratische Wirtschaft und eine sozialistische Gesellschaft als Endziel. Aber man müsse in der Gegenwart mit einer schrittweise erfolgenden Demokratisierung der Wirtschaft beginnen, dies gelte auch, weil der Kapitalismus „bevor er gebrochen wird, auch gebogen werden“ könne. Das Konzept sah die Mitwirkung der Gewerkschaften, die Kontrolle von Kartellen und Monopolen sowie wirtschaftsfördernde Maßnahmen vor. Wichtiger waren dabei Eingriffe in zentrale wirtschaftliche Abläufe, weniger in die betriebliche Ebene. Der gewerkschaftliche Reformismus des von Naphtali formulierten „Hamburger Modells“ stieß im ADGB auf breite Zustimmung. Dagegen begannen die Arbeitgeber sogleich eine großangelegte Kampagne gegen die angeblichen gewerkschaftlichen Allmachtsphantasien. Auf scharfe Ablehnung stieß das Konzept auch bei den Kommunisten und es war nicht geeignet, die Abspaltungstendenzen aufzuhalten. Während der Weltwirtschaftskrise gehörte Naphtali dann zu den innergewerkschaftlichen Kritikern des so genannten WTB-Plans, der vor allem von Wladimir Woytinsky erarbeitet worden war.
Nach der Machtübernahme der Nationalsozialisten wurde Naphtali im Mai 1933 verhaftet. Seinem Freund Hans Staudinger, bis zum Preußenschlag der Regierung unter Franz von Papen Staatssekretär im preußischen Handelsministerium, gelang mit einer Köpenickiade die Freilassung Naphtalis aus Gestapo-Haft. Staudinger gab sich als hoher preußischer Beamter aus und ordnete die Entlassung Naphtalis an. Im Juli 1933 emigrierte Naphtali nach Palästina. 1944 wählten die Stimmberechtigten des Jischuv Naphtali in die vierte jüdische Repräsentantenversammlung der Mandatszeit.

### Politiker und Minister in Israel
In Israel war Naphtali Dozent für Wirtschaftswissenschaften an den Universitäten in Haifa und Tel Aviv. Von 1938 bis 1949 leitete er die Bank HaPoʿalim, die im Besitz der israelischen Gewerkschaftsverbandes Histadrut befindliche Arbeiterbank. Die Bank war 1921 gegründet worden und den Zielen der Arbeiterbewegung verpflichtet; sie hatte großen Einfluss auf die Wirtschaft des Landes.
Von 1951 bis 1959 hatte er für die Mapai-Partei (Partei der Arbeiter des Landes Israel; 1930–1968) verschiedene Ministerämter inne, u. a. wurde er im Oktober 1951 Minister ohne Aufgabenbereich, im Juni 1952 Landwirtschaftsminister, vom 7. Januar 1958 bis zum 25. Januar 1959 war er wieder Minister ohne Aufgabenbereich und anschließend vom 25. Januar bis 17. Dezember 1959 Wohlfahrtsminister.
Nur kurze Zeit später starb Naphtali im Jahr 1961 in Tel Aviv. Bei seinem Staatsbegräbnis sprachen u. a. der damalige israelische Ministerpräsident David Ben-Gurion, der damalige Finanzminister Levi Eschkol, später Nachfolger Ben-Gurions im Amt des Ministerpräsidenten, und Salman Schasar, später dritter Staatspräsident Israels. Naphtalis Grab befindet sich im Kibbuz Alummot südwestlich des Sees Genezareth.
Im Kaleidoskop Israel - Deutschsprachige Einwanderer in Israel erzählen wird Naphtali – trotz aller Widrigkeiten beim Aufbau Israels – mit den Worten zitiert: „Aber trotz allem gesegnet der Tag, an dem ich vor 25 Jahren das Land betreten habe.“ Er war bekennender Zionist und in den Jahren 1956/1957 Schatzmeister der Jewish Agency for Israel.

## Nachleben
Nach ihm wurde der „Peretz-Naphtali-Preis für Wirtschafts- und Sozialwissenschaften“ und das „Peretz Naphtali Building“ auf dem Gelände der Hebräischen Universität Jerusalem benannt. In Israel gibt es eine „Fritz-Naphtali-Stiftung“, die in Verbindung mit der Friedrich-Ebert-Stiftung die wissenschaftliche Zusammenarbeit zwischen Deutschland und Israel fördert. Ende der 1980er Jahre geriet diese weitgehend unter Ausschluss der Öffentlichkeit operierende Stiftung im Zusammenhang mit angeblichen dubiosen Finanzpraktiken der SPD und der FES in die Schlagzeilen.

## Werke
- Kapitalkontrolle. Diederichs, Jena 1919. (=Deutsche Gemeinwirtschaft 8)
- Wertschwankungen und Bilanz. Societäts-Verlag, Frankfurt am Main 1921,
- Fritz Naphtali, Ernst Kahn: Wie liest man den Handelsteil einer Tageszeitung?. Societäts-Verlag, Frankfurt am Main 1921.
  - Fritz Naphtali, Ernst Kahn: Wie liest man den Handelsteil einer Tageszeitung?. Neubearbeitet. Societäts-Verlag, Frankfurt am Main 1926.
  - Fritz Naphtali, Ernst Kahn: Wie liest man den Handelsteil einer Tageszeitung?. Neubearbeitung. 110. Tausend. Societäts-Verlag, Frankfurt
  - Wie liest man den Wirtschaftsteil einer Tageszeitung?. Neu hrsg. von Otto Hoffmann. Societäts-Verlag, Frankfurt am Main 1936.
- Im Zeichen des Währungselends. Das Wirtschaftsjahr 1922 und seine Lehren. Societäts-Verlag, Frankfurt am Main 1923.
- Wirtschaftsdemokratie: Ihr Wesen, Weg und Ziel. Hrsg. im Auftrag des Allgemeinen Deutschen Gewerkschaftsbundes von Fritz Naphtali. Verlagsgesellschaft des Allgemeinen Deutschen Gewerkschaftsbundes, Berlin 1928. Digitalisat
  - Wirtschaftsdemokratie: Ihr Wesen, Weg und Ziel. Mit einem Vorwort von Ludwig Rosenberg und einer Einführung von Otto Brenner. Europäische Verlagsanstalt Frankfurt am Main, 1966.
- Die Reparationsfrage. Vom Dawesplan zum Youngplan. Vortrag gehalten auf der Tagung des Beirats des Deutschen Metallarbeiter-Verbandes am 13. Juni 1929. Verlags-Gesellschaft des Deutschen Metallverarbeiter-Verandes, Stuttgart 1929.
- Konjunktur, Arbeiterklasse und sozialistische Wirtschaftspolitik. Vortrag, gehalten am 25. Februar 1920 in der Freien Sozialistischen Hochschule Berlin. J. H. W. Dietz Nachf., Berlin 1928.
- Wirtschaftskrise und Arbeitslosigkeit. Volktümlich dargestellt. Nach einem Vortrag, gehalten in der Freien Sozialistischen Hochschule in Berlin am 8. November 1930. J. H. W. Dietz Nachf., Berlin 1930.